# 田辺寿
田辺 寿（たなべ ひさし、1931年ないし1932年 - ）は、日本の経営者、登山家。ダイエーグループの役職を歴任し、オ・プランタン・ジャポン社長や福岡ダイエーホークス球団社長などを歴任した、登山家としては、ヒマラヤ遠征に3度参加し、ヒマルチュリ (Himalchuli) 初登頂を果たすなどの実績を残している。

## 経歴
慶應義塾大学法学部在学中にマナスル登山隊への参加を希望し、卒業を延長して第3次遠征隊の派遣準備に関わったが、派遣は叶わなかった。1956年に大学を卒業し、三越に就職した。
1959年、日本山岳会のヒマルチュリ (Himalchuli) 遠征隊に参加。翌1960年には、山田二郎が率いた慶應ヒマルチュリ登山隊に参加して、原田雅弘とともに初登頂を果たした。1969年には、日本山岳会の第2次エベレスト偵察隊に副隊長として参加した。
三越では、宣伝部長などを経て、本店次長となったが、1980年に三越を退職してダイエーへ移り、オ・プランタン・ジャポン初代社長に就任した。
その後、ダイエー広報室長となり、全国各地のダイエー直営店舗を自転車で回るなどして「大物広報室長」として注目された。さらに、ダイエー取締役秘書室長となり、1990年からは福岡ダイエーホークス球団社長を兼務するようになったが、1993年4月に、ダイエー取締役を退任してグループ経営政策会議理事に退き、同年9月にはホークス球団社長も退任した。
1995年にダイエーを離れ、会社再建中のワンルームマンション業界大手マルコーに移り、管財人・社長となった。また、日本山岳会では副会長を務めた。